# الموضة القوطية

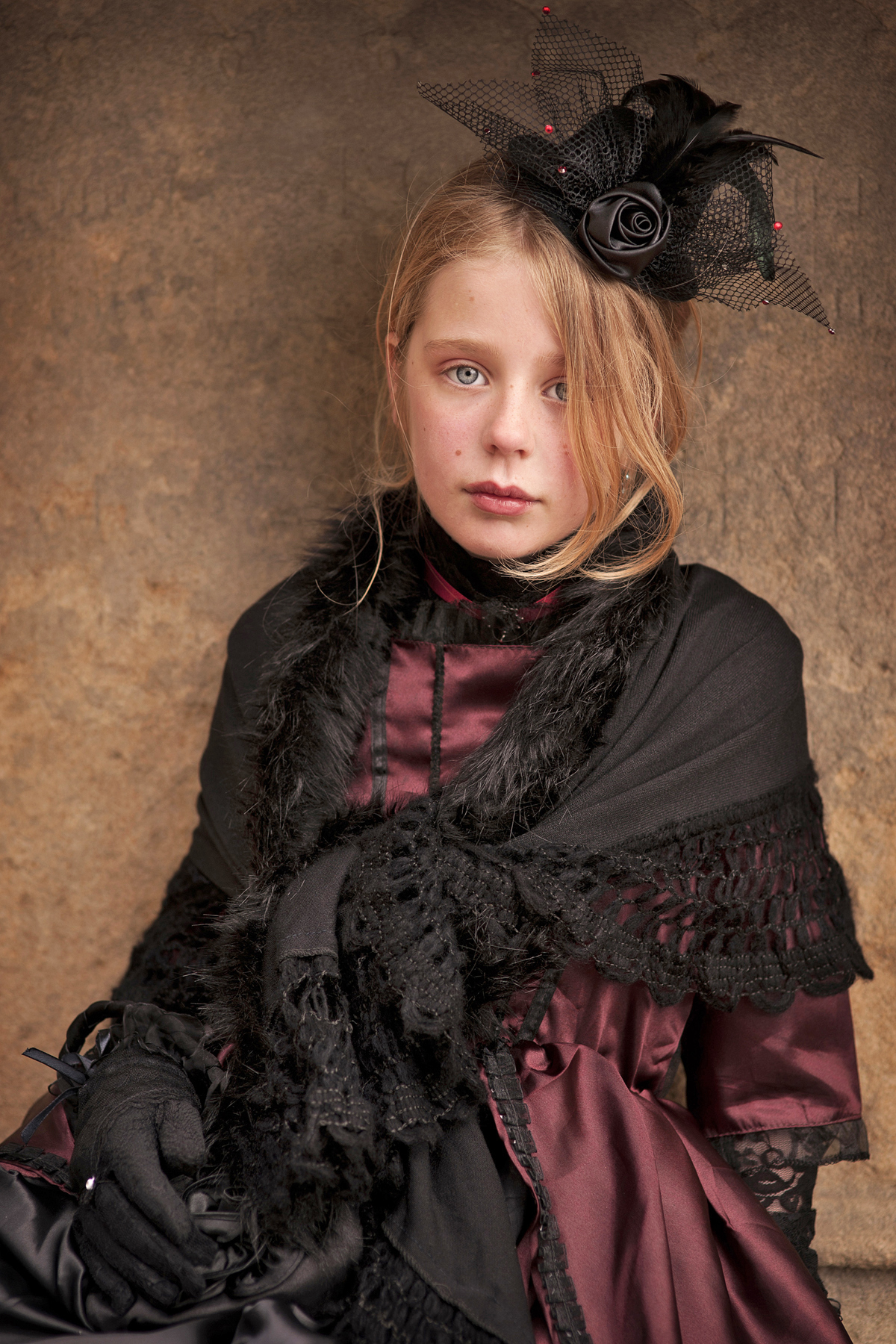
فتاة تردي زي قوطي

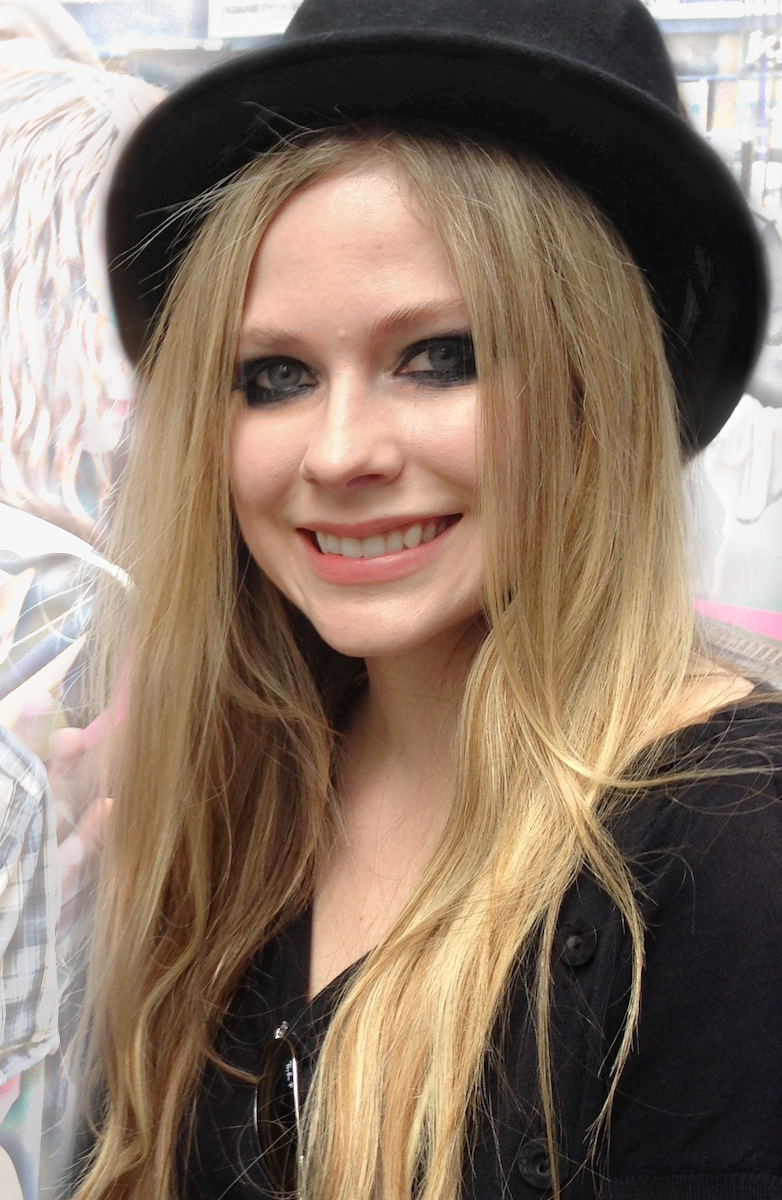
أبريل ليفين بغطاء قوطي

الموضة القوطية هي نمط من الملابس التي يرتديها الأعضاء الذين يعتنقون الثقافة القوطية الفرعية. من سمات هذا النمط أرتداء الملابس السوداء المظلمة أو التي تدل علي الشيخوخة وأحيانًا مظهر الجسم يشمل النمط القوطي تلوين الشعر بألوان داكنة أو فاتحة للغاية مثل الأبيض والفضي، وتجعيد الشعر، وضع أحمر الشفاه الأسود وارتداء الملابس الداكنة في تصميم هذا النمط، تم استخدام ميزات أسلوب البانك والفيكتوري والإليزابيثي.

## تحديد
تعتقد سينترا ويلسون أن جذور الأسلوب القوطي المعاصر يجب أن تعود إلي ثقافة الحداد الفيكتورية. فاليري ستيل هي أيضًا خبيرة في تاريخ هذا الأسلوب.
يمكن التعرف على الموضة القوطية بملابسها السوداء تمامًا من أسلوب الشعر والتبرج الفريد.

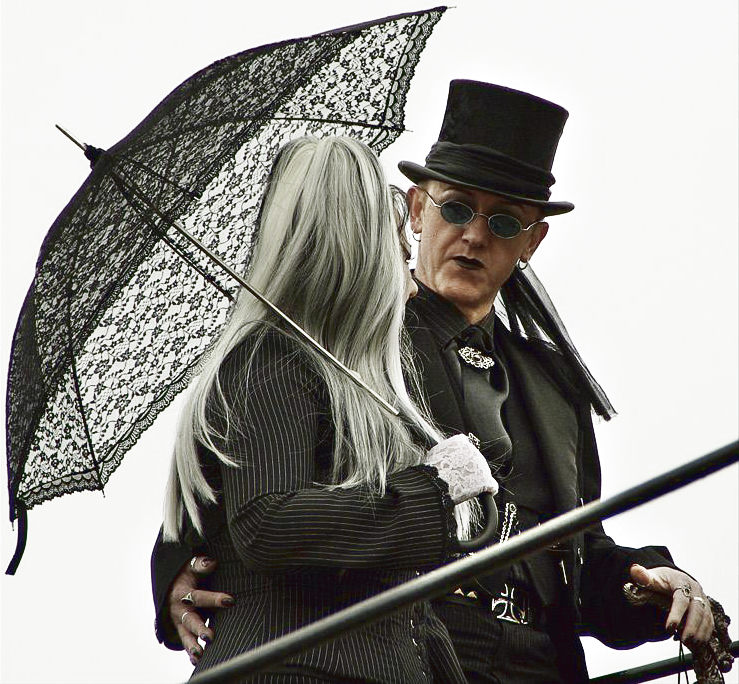
صورة لرجل وامرأة يرتديان ملابس قوطية

فيذكر سايمون رينولدز طرقًا لتحديد مظهر هذا النمط
- فيتم التعرفعلي الأسلوب القوطي من الشحوب الشديد، والشعر الأسود، والملابس التي تعود إلي الحقبة 1795-1820، والقبعات الأسطوانية، والملابس الجلدية، والقلائد، والمجوهرات السحرية أو المخيفة (أقراط العظام، والخرز، والنجمة الخماسية، والجمجمة) التي عادة ما تكون مصنوعة من الفضة.

و لا يستثني رينولدز أيضًا أن الجوارب الخاصة والأحذية الجلدية السوداء أو البيضاء وماكياج العيون من ملاحظاته.

### تيد بولهاموس
يصف تيد بولهاموس الموضة القوطية على النحو التالي:
- الاستخدام المفرط للون الأسود، قماش الدانتيل، حمالات الصدر الضيقة، القفازات، المجوهرات الفضية ذات الموضوعات الدينية أو المتسامية.

### ماكسيم فورك
كما ذكر باحث آخر يدعى ماكسيم دبليو فورك:
- فيقوم بتعريف أن الثقافة القوطية الفرعية هي تمرد ضد الأزياء الرائعة للمراقص في السبعينيات. الشعر الأسود والملابس الداكنة والوجوه الباهتة هي السمات الأساسية للمصممين القوطيين. من المثير للدهشة أن الثقافة القوطية الفرعية يمكن اعتبارها بأنها نظرة مُبالغ فيها ومتعمدة على السواد. أيضا، يمكن اعتبار الماكياج ولون الملابس وشحوب الوجه نسخة حديثة من الطراز الفيكتوري المتأخر.

أحيانًا يتم الخلط بين الموضة القوطية والأزياء مغنيّ الميتال.

## موديلات مشهورة

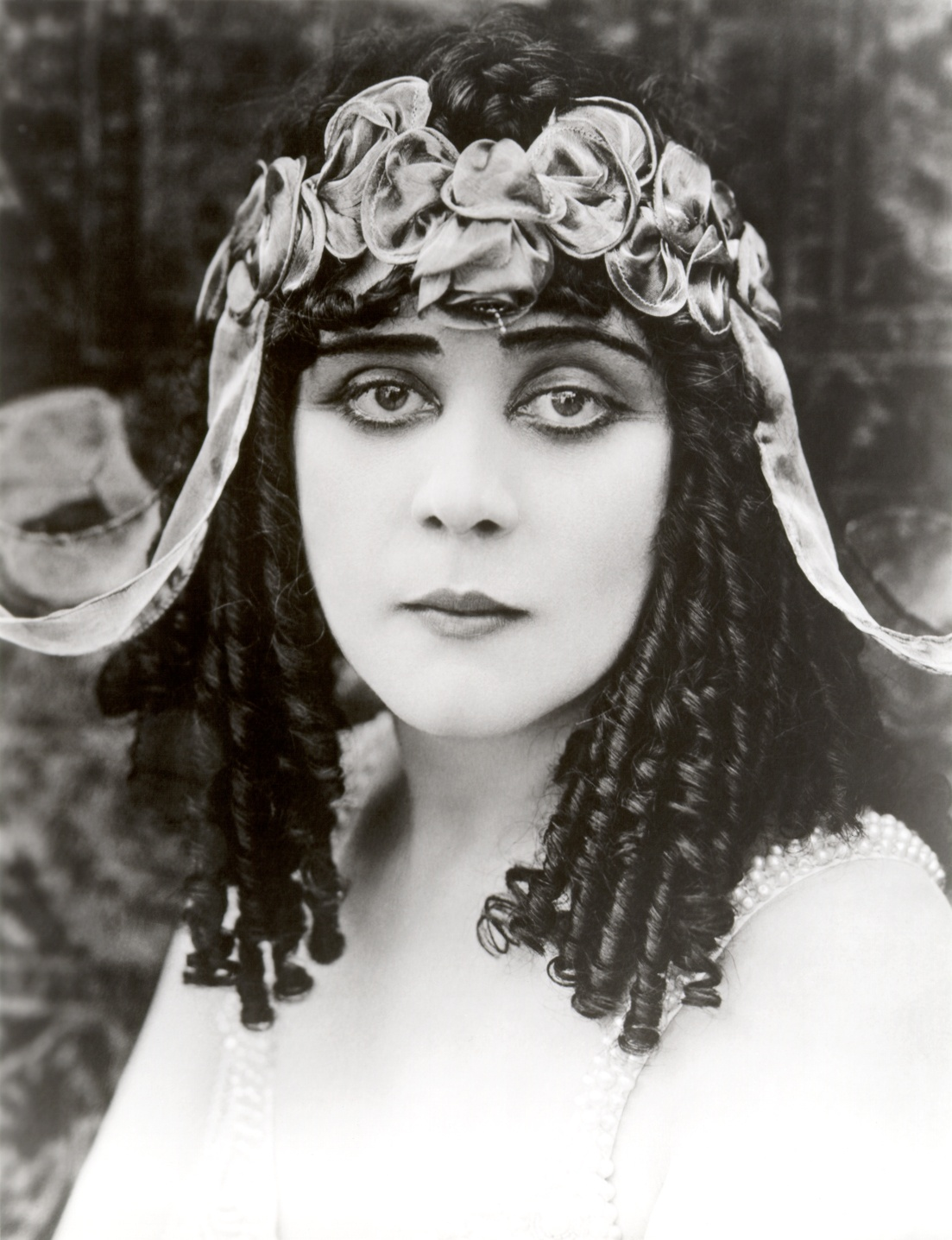
مستوحى من بعض أنواع الأزياء القوطية.

تشمل الموديلات الشهيرة في هذا الأسلوب Theda Bara (1910) و Mozidora و Bella Lagosi و Betty Page و Morticia Adams و Nico و David Bowie و Lux Interior و Dave Vanian و Lydia Dietz و Robert Smith.

## قائمة الكتب
- كريستوف جرونينبيرج، «الألغاز غير المحلولة: حكايات قوطية من فرانكشتاين إلى أكل الدمية ،» جوثيك، بوسطن، إم آي تي للنشر، 1997
- جيمس هاناهام، «موت بيلا لاغوسي وأنا لا أشعر بالسعادة في كليهما: القناة الهضمية والاحتفال بالمعاناة في الروك ،» جوثيك، بوسطن، إم آي تي للنشر، 1997
- تيد بولهاموس، «Street Style: From the Sidewalk to the Cat Platform ،» London، Thomas & Hudson Publishing، 1994
- فاليري ستيل وجنيفر بارك، القوطية: السحر الأسود ، مطبعة جامعة ييل ومعهد نيويورك لتكنولوجيا الموضة، 2008
- جيليان وينترز، «سحر المدرسة القوطية - دليل أساسي للقوطين وأولئك الذين يحبونهم»